# ستيفاني بياتريس
ستيفاني بياتريس (بالإنجليزية: Stephanie Beatriz)‏ مواليد 10 فبراير 1981 في نيوكوين، نيوكوين، الأرجنتين، هي ممثلة أمريكية بدأت مسيرتها الفنية عام 2009.

## الأعمال
- العصر الجليدي: المسار التصادمي
- العائلة الحديثة
- جيسي
- بروكلين ناين ناين

## وصلات خارجية
- ستيفاني بياتريس على موقع IMDb (الإنجليزية)
- ستيفاني بياتريس على موقع ميتاكريتيك (الإنجليزية)
- ستيفاني بياتريس على موقع روتن توميتوز (الإنجليزية)
- ستيفاني بياتريس على موقع قاعدة بيانات الأفلام العربية
- ستيفاني بياتريس على موقع ألو سيني (الفرنسية)
- ستيفاني بياتريس على موقع ميوزك برينز (الإنجليزية)
- ستيفاني بياتريس على موقع أول موفي (الإنجليزية)
- ستيفاني بياتريس على موقع قاعدة بيانات الأفلام السويدية (السويدية)
- ستيفاني بياتريس على موقع ديسكوغز (الإنجليزية)
- ستيفاني بياتريس على موقع قاعدة بيانات الفيلم (الإنجليزية)